# Cornelis van Foreest (1817-1875)
Cornelis van Foreest, heer van Schoorl en Camp en Groet, (Alkmaar, 3 februari 1817 – Den Haag, 22 mei 1875) was een Alkmaarse jonkheer, advocaat en politicus. In 1868 werd hij benoemd tot Ridder in de Orde van de Nederlandse Leeuw.
Cornelis van Foreest werd geboren als zoon van Dirk van Foreest en Jacoba Elisabeth van der Palm. Na het overlijden van zijn vader in 1833 erfde hij, op zestienjarige leeftijd, de heerlijkheden Schoorl en Camp en Groet, alsmede het landgoed Nijenburg te Heiloo. Op 28 november 1839 huwde hij te Schiedam zijn nicht Johanna Elisabeth Loopuyt (1816-1877), de dochter van zijn oom en voormalig voogd Mr. Pieter Loopuyt. Zij kregen drie kinderen: twee dochters en een zoon Pieter (1845-1922).
Cornelis van Foreest studeerde Romeins en hedendaags recht aan de Hogeschool te Leiden, en promoveerde aldaar in 1838. Tijdens zijn studie raakte hij bevriend met medestudent Nicolaas Beets. Samen verbleven zij dikwijls op het landgoed Nijenburg. Zij werden uiteindelijk zwagers, want Beets trad in het huwelijk met de jongere zus Alide van Foreest en, na haar overlijden, trad hij in het huwelijk met de jongste zus Jacoba Elisabeth van Foreest.

## Politieke loopbaan
Cornelis van Foreest begon zijn politieke loopbaan als lid van de stedelijke raad van Alkmaar. Dat ambt zou hij van 1843 tot en met 1851 bekleden. Voorafgaand aan de Grondwetsherziening van 1848 werd hij buitengewoon lid van de Tweede Kamer der Staten-Generaal voor de provincie Noord-Holland. In 1850 verliet hij de regionale politiek om permanent lid te worden van de Eerste Kamer der Staten-Generaal voor de provincie Noord-Holland. Nadat het kabinet-Thorbecke in 1853 was afgetreden onder druk van de Aprilbeweging, ging Cornelis van Foreest over naar de Tweede Kamer der Staten-Generaal. Hij behield deze zetel gedurende 22 jaar tot zijn plotseling overlijden in 1875 als gevolg van blindedarmontsteking.

## Waterbeheer
Cornelis van Foreest was nauw betrokken bij het bestuur van de waterschappen in het Hollands Noorderkwartier. Zo was hij dijkgraaf van het Hoogheemraadschap de Hondsbosse en Duinen tot Petten en van de Boekelermeer, penningmeester van de Zijpe- en Hazepolder, alsmede hoofdingeland en heemraad van de Anna Paulownapolder.
Bij de totale reconstructie van de Hondsbossche Zeewering aan het eind van de 19e eeuw speelde Cornelis van Foreest een beslissende rol. In 1870 kwam hij met een zelf ontwikkeld plan voor de versterking van de bestaande Pettense zanddijk met een zware buitenglooiing van basaltzuilen tot 4.5 meter boven het vloedpeil. Het lukte hem om significante subsidies voor het project bij het Rijk en de provincie los te krijgen, en zo wist hij zijn vooruitstrevende, doch kostbare plan te realiseren. De nieuwe Hondsbossche Zeewering bleek een succes. De zeewering doorstond de stormvloeden van 1916 en de 1953 die elders zo veel leed veroorzaakten.
- Biografisch Portaal: 57298948
- Digitale Bibliotheek voor de Nederlandse Letteren: fore007
- International Standard Name Identifier: 0000 0003 9744 0442
- Nederlandse Thesaurus van Auteursnamen: 070414327
- Parlement.com: vg09ll0r7rz3
- Virtual International Authority File: 20062541
- WorldCat: E39PBJyCGMrKBXvjG7H4fF3CwC